# Герб Шлезвіга
Герб Шлезвіга або Південної Ютландії (дан. Sønderjylland or Slesvig) — зображено двох синіх левів у золотому щиті. Це геральдичний символ колишнього герцогства Шлезвіг, спочатку данської провінції, але пізніше стала предметом суперечок між данцями та німцями. Регіон був поділений між Німеччиною та Данією з 1920 року, тому символ з'являється в офіційній геральдиці обох країн. Він походить від національного герба Данії та датується серединою ХІІІ століття, вперше відомий із герба Еріка Абельсона, герцога Шлезвізького. Протягом століть на дизайні зображувалися як короновані, так і некороновані леви, леви іноді супроводжувалися листами латаття (або сердець), а використання геральдичних левів і леопардів змінювалося. Найбільш поширеною версією було відсутність корон і сердець, і ця версія використовувалася виключно протягом кількох століть.
Геральдичний опис виглядає так: у долотому полі два сині леви, що проходять у червоному озброєнні.

## Поточне використання

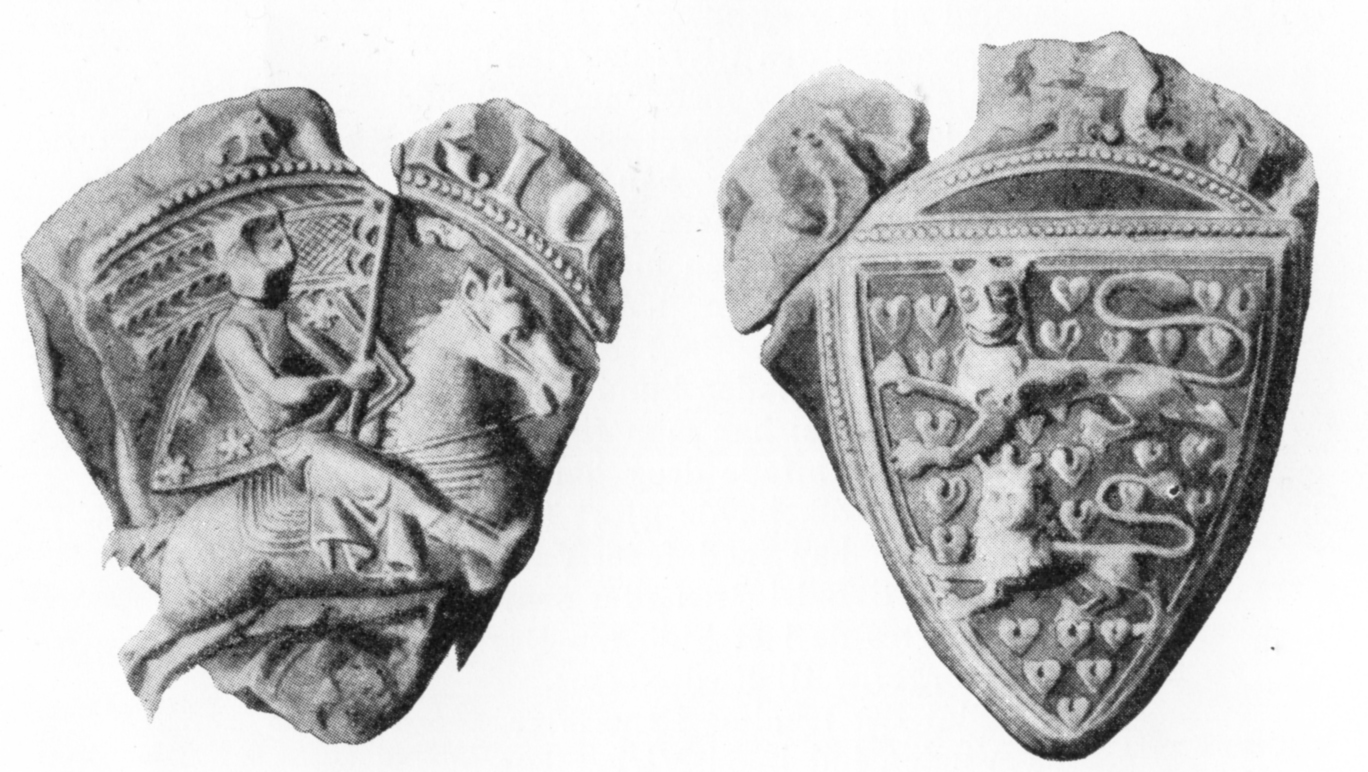
Перший відомий зразок герба: печатка Еріка Абельсона, герцога Шлезвізького (пом. 1272)

### Данія
Незмінний герб Шлезвіга представлений на гербі королівської родини Данії. Символ розташований у верхньому правому куті з 1819 року, як зазначено королівським указом. Поточна версія була визначена королівським указом від 5 липня 1972 року.
Змінена форма символу використовувалася округом Південна Ютландія з 1980 року до розпуску округу 1 січня 2007 року. Графство спочатку хотіло використовувати історичний герб, але в офіційному дозволі було відмовлено, щоб уникнути плутанини як з королівським гербом, так і з гербом німецької федеральної землі Шлезвіг-Гольштейн. Ця модифікована версія показувала двох левів, які разом тримали данський вимпел. На це надихнула середньовічна печатка Еріка Померанського, на якій три леви разом тримають прапор Данії.

### Німеччина
Герб Шлезвіг-Гольштейну являє собою поєднання історичних знаків Гольштейну та дещо зміненої версії герба Шлезвіга. Цей символ використовувався сепаратистською німецькою адміністрацією двох герцогств під час Першої війни за Шлезвіг (1848–51) і зображувався на грошовій одиниці, випущеній цією адміністрацією. У цей час леви повернулися обличчям вліво. Після Другої війни за Шлезвіг (1864) ця територія стала прусською провінцією, і символ було відновлено. З 1880-х років леви стоять обличчям праворуч. За легендою, цю зміну наказав Отто фон Бісмарк, який зазначив, що було «неввічливо» з боку шлезвізьких левів повертатися спиною до Гольштейну. Офіційні символ було зарезервовано для уряду землі Шлезвіг-Гольштейн, але дещо змінена версія дозволена для використання широким загалом. Леви також з'являються на гербах міста Фленсбург, а також округів Шлезвіг-Фленсбург і Рендсбург-Еккернферде. Багато муніципальних гербів у німецькій частині Шлезвіга також використовують герби із зображенням двох левів або кольорів Шлезвіга, синього та жовтого.

## Галерея

Оригінальний герб Шлезвіга представлений у верхньому правому куті герба данської королівської родини
У данській геральдиці шлезвізькі леви зазвичай з червоними язиками та золотими кігтями
Оригінальний герб Шлезвіга представлений у верхньому правому куті малого герба на гербі грецької королівської родини
Герб герцогства Шлезвіг у Geographia Blaviana (1659).
Герб німецької федеральної землі Шлезвіг-Гольштейн
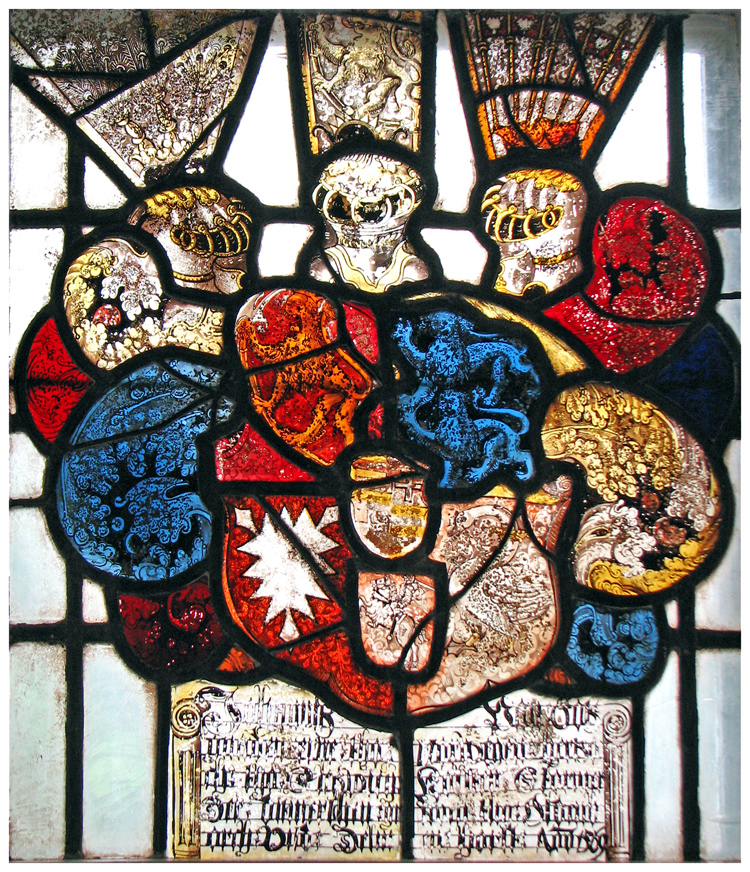
Герб герцога Ганса Старшого Шлезвіг-Гольштейн-Хадерслева (сина Фредеріка I Короля Данії)
Герб Фленсбурга
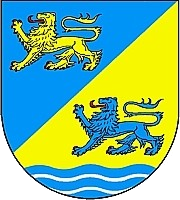
Герб округу Шлезвіг-Фленсбург
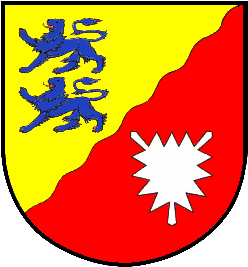
Герб району Рендсбург-Екернферде
Герб Беклунда
Герб Бусдорфа
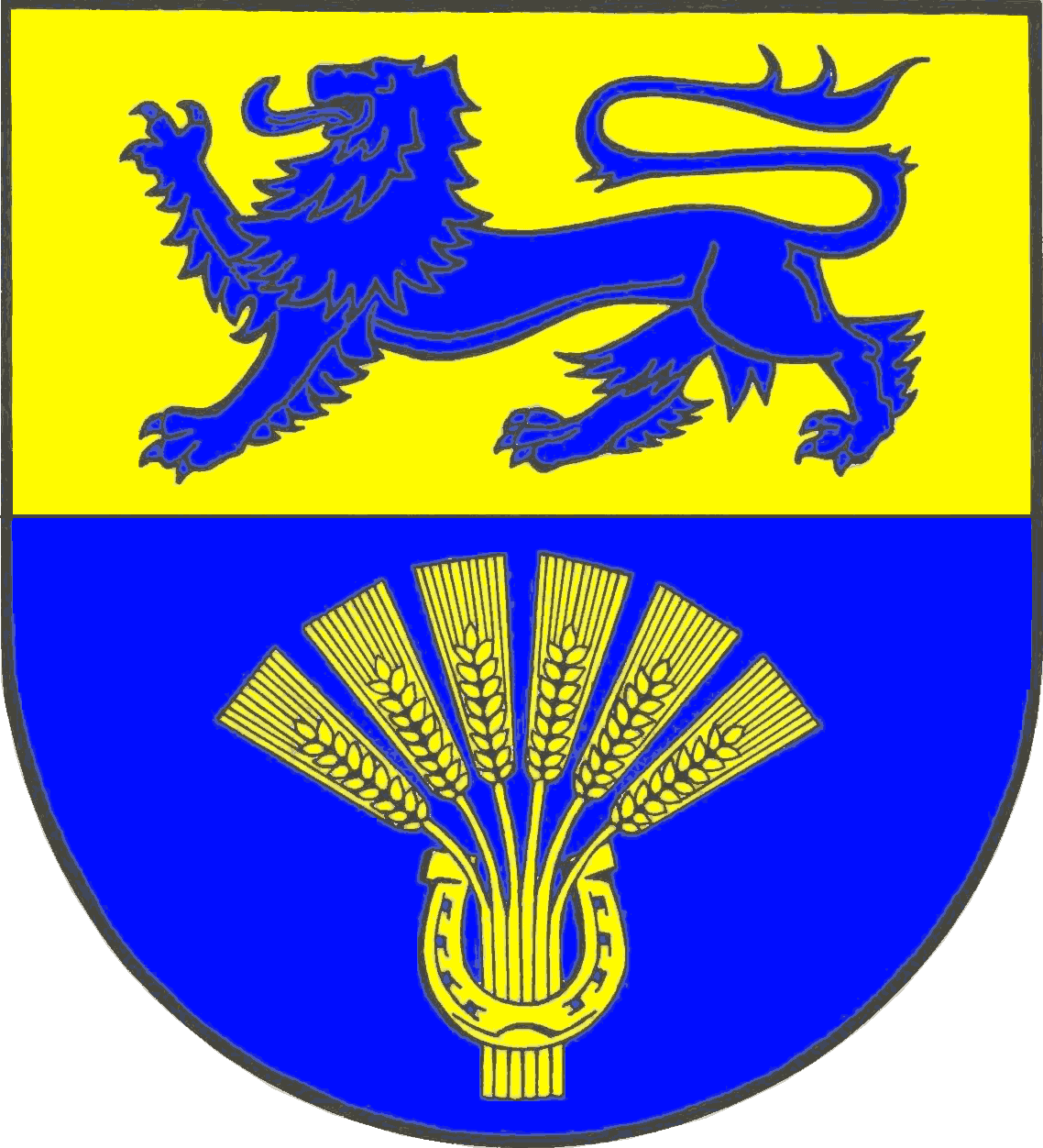
Герб Гандевітта
Герб Амта Лангбалліга
Герб Мункбрарупа
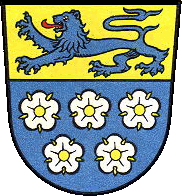
Герб колишнього округу Фленсбург-Ланд
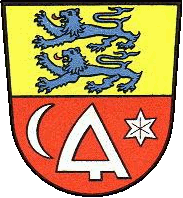
Герб колишнього округу Гусум
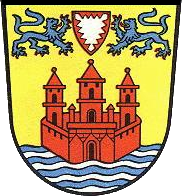
Герб колишнього округу Рендсбург
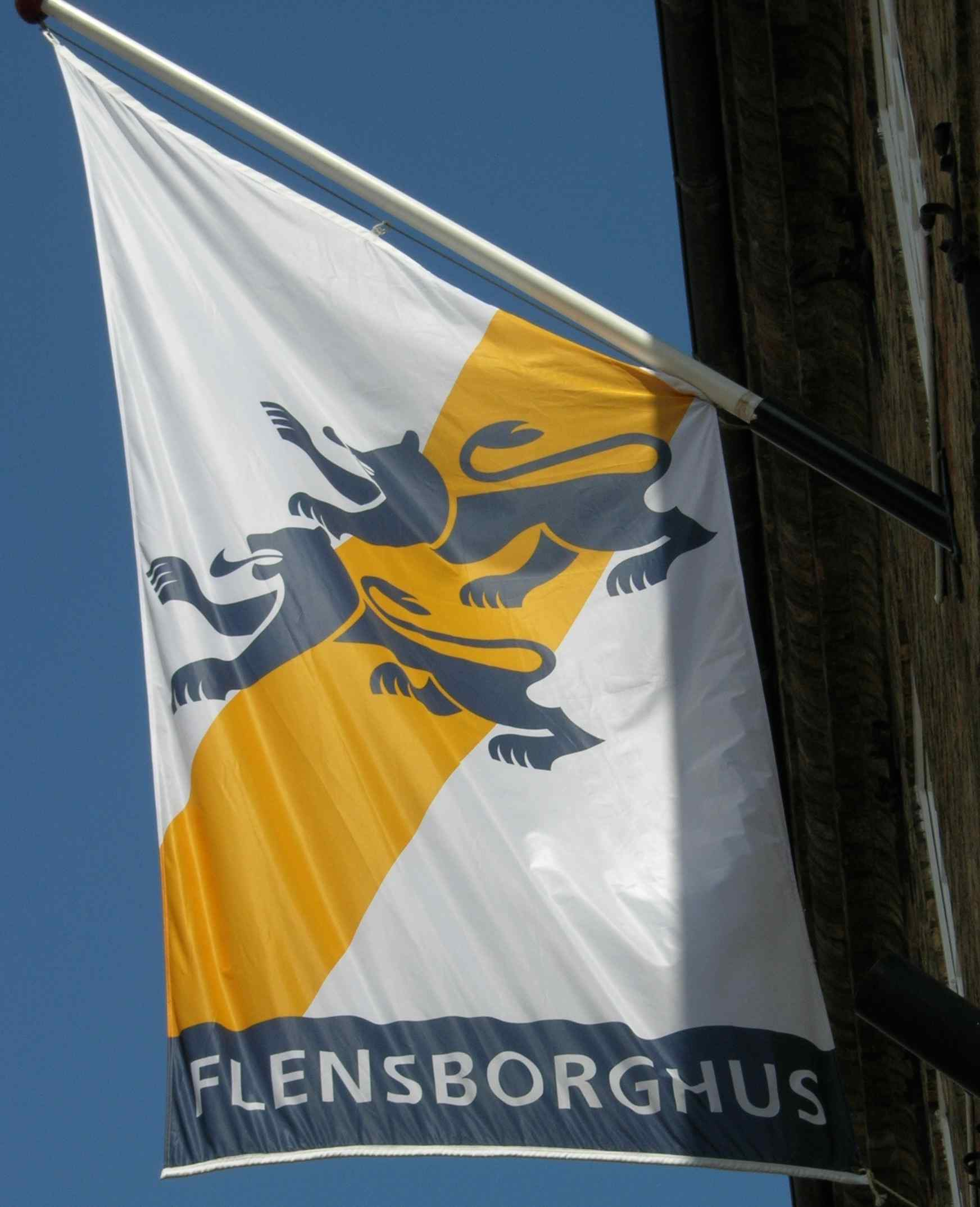
Прапор, який використовується Асоціацією Південного Шлезвіга, що представляє данську меншину в Німеччині